# Pierre noire d'Émèse
Pour les articles homonymes, voir Pierre noire.

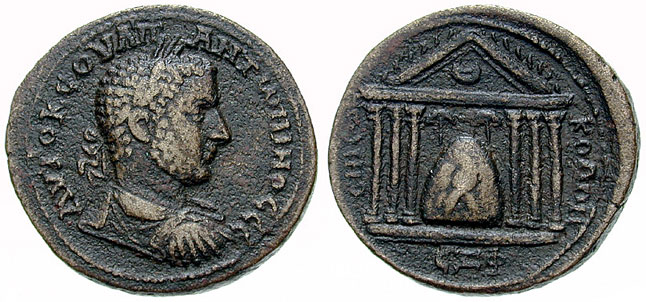
Monnaie d'Uranius Antoninus frappée en la cité d'Émèse.

La pierre noire d'Émèse est dans l'Antiquité une pierre sacrée du dieu solaire de la ville syrienne d'Émèse, Élagabal. Il s'agit d'un bétyle, cette pierre n'ayant subi aucune modification par rapport à son état naturel. 
En 218, cette divinité locale et sa pierre noire acquièrent une grande notoriété lorsque leur grand-prètre, Sextus Varius Bassanus, apparenté à la dynastie romaine des Sévères, devient à l'âge de 14 ans empereur sous le nom de Marcus Aurelius Antoninus, surnommé par la suite Élagabale ou Héliogabale, que la postérité a retenu pour le nommer. 
Voulant promouvoir le culte qu'il dirige à Émèse, le jeune empereur apporte à Rome cette pierre noire, pour laquelle il fait construire un temple d'Élagabal sur le mont Palatin et organise une procession annuelle. Mais il perd rapidement toute popularité, pour des raisons diverses, et est assassiné en 222, faisant l'objet d'une damnatio memoriae. La pierre est réexpédiée en Syrie par son successeur et parent, Sévère Alexandre.  

## Attestations de la pierre noire et du culte d'Élagabal

### Textes
Hérodien (vers 175-250) décrit la pierre noire d'Émèse, qui est un bétyle, dans la mesure où elle n'a subi aucune modification par rapport à son état naturel. Il indique que la pierre se trouve à son époque dans un temple d'Élagabal à Émèse.

### Numismatique
- Monnaie de l'époque d'Antonin le Pieux frappée à Émèse

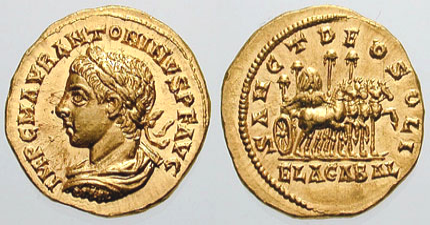
Aureus d'Héliogabale frappé à Antioche vers 219.
À l'avers : portrait de l'empereur.
Légende : IMPerator Caesar Marcus AURelius ANTONINUS PF AVGustus
Au revers : la pierre noire d'Émèse sur le char processionnel.
Légende : SANCTo DEO SOLI ELAGABALo.

- Monnaies d’or et d’argent d'Héliogabale représentant la procession de la pierre noire à Rome, lors du transfert du temple du Palatin au temple du faubourg, 
  - les unes avec la légende Sancto Deo Soli Elagabalo et pour motif quatre parasols se dressant sur le char, entourant la pierre,
  - les autres avec la légende Conservatori Augusto[2], où les parasols sont absents du motif et où le soleil rayonnant est représenté dans le champ de la monnaie, près de la pierre sacrée[3]

## Caractéristiques du bétyle
Selon la tradition, cette pierre est tombée du ciel. Elle rentre donc dans la catégorie des bétyles aérolithiques, c'est une « pierre de foudre ».

## Historique

### Le culte d'Élagabal à Émèse
Attesté seulement sous le règne d'Antonin le Pieux, ce culte, selon Carlos Chad, « doit être bien antérieur »,, à l'époque où Émèse fait partie de la province romaine de Syrie. 
Carlos Chad note que « sur le monnayage de Marc-Aurèle[pas clair], c'est le bétyle qui est représenté » et non pas un temple. Le « temple lui-même n'apparaît que dans les monnaies éméséniennes de Julia Domna et de Caracalla. Partant de cela, Chad émet l'hypothèse que le temple n'a été construit que sous les Sévères.
Le culte est assuré par des prêtres. En 217, Sextus Varius Bassanus devient grand-prêtre, à l'âge de 14 ans.

### Le culte d'Élagabal à Rome de 218 à 222
La mort de l'empereur Caracalla (de 211 à 217) entraîne un conflit de succession entre la famille des Sévères et le préfet du prétoire Macrin. Au terme de quelques mois de combats, Macrin est battu et les Sévères placent sur le trône le jeune grand-prêtre d'Élagabal, sous le nom de Marcus Aurelius Antoninus.
Très vite après son avènement, le nouvel empereur veut installer son dieu à Rome pour en faire le premier de l’empire. En quittant Émèse en emportant la pierre sacrée. En chemin, il consacre à Élagabal un temple que Marc-Aurèle avait élevé pour Faustine dans les monts Taurus, puis que Caracalla a dédié à sa propre divinité. Arrivé à Rome, il y fait son entrée solennelle vêtu de ses habits sacerdotaux syriens. 
Son premier soin est de faire construire d'Élagabal sur le mont Palatin, tout près du palais impérial de Sévère, sur la terrasse nord-est. La pierre sacrée y est installée en grande pompe. Il y fait aussi transporter les objets les plus sacrés de Rome, comme le feu de Vesta et le Palladion. 
Il fait ensuite construire un second temple d'Élagabal dans ses jardins du faubourg de Spes Vetus[réf. nécessaire]. Chaque année durant l'été, la pierre y est amenée par une procession solennelle, placée sur un char magnifiquement décoré de pierreries, traîné par six chevaux blancs, sans équipage humain, comme si le dieu lui-même tenait les rênes. Cette procession est évoquée par plusieurs pièces de monnaies d'Héliogabale (supra).
Après l'assassinat d'Héliogabale, Alexandre Sévère est proclamé empereur et « renvo[ie] le bétyle d'Héliogabale à Emèse ».